# Gazella bilkis
La gacela de la reina de Saba es una especie de gacela a la que también se la llama gacela de Yemen por ser originaria de este país. Fueron descubiertas en 1951 cuando se recolectaron cinco especímenes en las montañas cercanas a Ta'izz y se depositaron en el Chicago Field Museum of Natural History a partir de los cuales en 1985 se describió la especie. American Museum of Natural History. El Museo americano del Comité de la Historia natural contra Organismos Recientemente Extintos reconoce la posibilidad de que tan solo se tratase de una subespecie de la gacela arábiga. A partir de ese año no se han encontrado especímenes en libertad.
En 1985 se tomó una fotografía en una colección privada, la Granja de Fauna de Al Wabra, en Catar. El zoólogo Colin Groves afirmó que estas gacelas posiblemente podrían tratarse de la extinta gacela de la reina de Saba. Aunque no se ha confirmado con análisis genéticos.